# Marie Galimberti-Provázková
Marie Anna Galimberti-Provázková (13. února 1880 Jindřichův Hradec – 4. srpna 1951 Litoměřice), v dobových dokumentech někdy uváděná jako Galimberti-Lanová, byla česká malířka. Vzhledem k dlouhým letům stráveným v cizině se náročně prosazovala v českém kulturním prostředí a k zásadnějšímu ocenění jejího díla došlo v podstatě až v závěru jejího života. Po autorčině smrti téměř zapomenuté dílo poprvé po delší době významněji připomněla výstava v Západočeské galerii v Plzni v roce 2011.

## Život
Marie Provázková vyrůstala v rodině důstojníka rakousko-uherské armády Josefa Provázka na místech jeho působení: v Plzni, Šumperku a Komárně. Při odchodu do výslužby mu byl udělen šlechtický titul „z Lanova / Lanow“, který dcera později užívala spolu se jménem po manželovi. Její starší bratr Stanislav byl český mikrobiolog, spoluobjevitel bakteriálního původce skvrnitého tyfu.
Umělecké vzdělání získávala výhradně v zahraničí. V roce 1899 sice nastoupila k malíři Heinricha Strehblova na soukromou výtvarnou školu ve Vídni, ale již 1901 se přesunula do Mnichova do školy maďarského malíře Simona Hollósyho. Díky němu se také dostala do kontaktu s představiteli umělecké kolonie v uherské Nagybanyi (dnes Baia Mare v Rumunsku), u jejíhož zrodu Hollósy figuroval. V letech 1906–1911 byla provdána za malíře maďarsko-italského původu Sándora (Alexandra) Galimbertiho. V roce 1907 společně odjeli do Paříže, kde Galimberti-Provázková docházela na Académie de la Grande Chaumière, Académie Russe a Académie de la Palette, kde se jejím školitelem stal malíř Fernand Léger. V této době se blíže seznámila s tvorbou Paula Gauguina, Paula Cezanna, Henriho Matisse, Amadea Modiglianiho a celé řady svých současníků z okruhu vrstevníků i pedagogů.  Již v roce zde 1908 poprvé vystavovala na Salonu nezávislých a o tři roky později rovněž na Podzimním salonu. Působila také v umělecké kolonii Kecskemét, kde se spřátelila s Vilmos Perlrottem. Ze zahraničí se průběžně navracela do míst spjatých s rodinou – Jindřichova Hradce, Kamenice nad Lipou či na letní byt nedaleko jihočeského Zvíkova.
Po roce 1917 se natrvalo vrátila do Čech a začala se připojovat k domácím výtvarným sdružením a skupinám. Hned na přelomu 20. let vystavovala s Volným sdružením neodvislých českých umělců, díky kterému se osobně sblížila s grafikem Josefem Váchalem a jeho budoucí družkou, grafičkou Annou Mackovou. Spolu s nimi se od roku 1921 začala účastnit i výstav uměleckého sdružení Tvorba. Ještě v roce 1931 – coby jednapadesátiletá – začala docházet na Ukrajinské studium výtvarných umění v Praze, které vzniklo jako vzdělávací program zaměřený především na příslušníky ruské a ukrajinské emigrace v Československu. V prvních třech letech studia se také představila na výstavách skupiny Skify (Skytové) v Praze, Bratislavě a Cannes, v rámci které ruskojazyčná emigrace propagovala odklon od západní kultury a příklon k euroasijství. Od roku 1935 pravidelně vystavovala se Sdružením výtvarníků. To jí po mnoha dosavadních dílčích prezentacích umožnilo komplexněji představit vlastní tvorbu (1939, 1942). Následovala samostatná výstava v Jindřichově Hradci (1942) a o dva roky později dvě výstavy Praze. Poslední výstavu jí Sdružení výtvarníků uspořádalo v roce 1949. Teprve v tomto desetiletí tak došlo k pozdnímu, alespoň částečnému docenění umělkyně, která ale v jeho závěru už nemalovala a na počátku 50. let zemřela v Mariánském charitním domě v Litoměřicích.

## Tvorba
Úplnější zhodnocení tvorby Marie Galiberti-Provázkové znesnadňuje skutečnost, že její velká část je považována za ztracenou. Část z ní pak autorka sama zničila. V malbě bezprostředně vycházela z německého i francouzského moderního umění, jak se s ním seznámila během svých pobytů v zahraničí, ale projevuje se také vliv plenérové malby umělecké kolonie v Nagybányi, kterou několikrát navštívila. Mnohé její obrazy svou sytou barevností, a někdy i důrazem na ornamentální prvky, ukazují na inspirace fauvismem Henriho Matisse. Tím byl ostatně ještě výrazněji ovlivněn jak Sándor Galimberti, tak i mnozí další malíři z umělců působících v Nagybányi v 2. polovině 1. desetiletí 20. století. „Cézannovské budování malířského prostoru s psychologicky podbarveným expresionismem“ obohatila během 20. let o umírněnou aplikaci kubistických postupů. V pozdějších malbách se zaměřila zejména na pevnou hmotovou výstavbu námětu barvou a živým štětcovým přednesem. K jejím oblíbeným námětům se řadily portréty, včetně souboru pozdních autoportrétů, květinová zátiší a venkovské krajiny, v nichž krajinné prvky kombinovala s kubickými tělesy domů a jiných staveb. Vedle malby na plátně se věnovala rovněž kresbě a akvarelu.
Její díla jsou v největším počtu zastoupena v Muzeu Jindřichohradecka, dále pak v Galerii hlavního města Prahy, Oblastní galerii v Liberci, Jihomoravském muzeu ve Znojmě, Městském muzeu v Kamenici nad Lipou, v Památníku národního písemnictví nebo v Galerii v Kecskemétu.

## Galerie

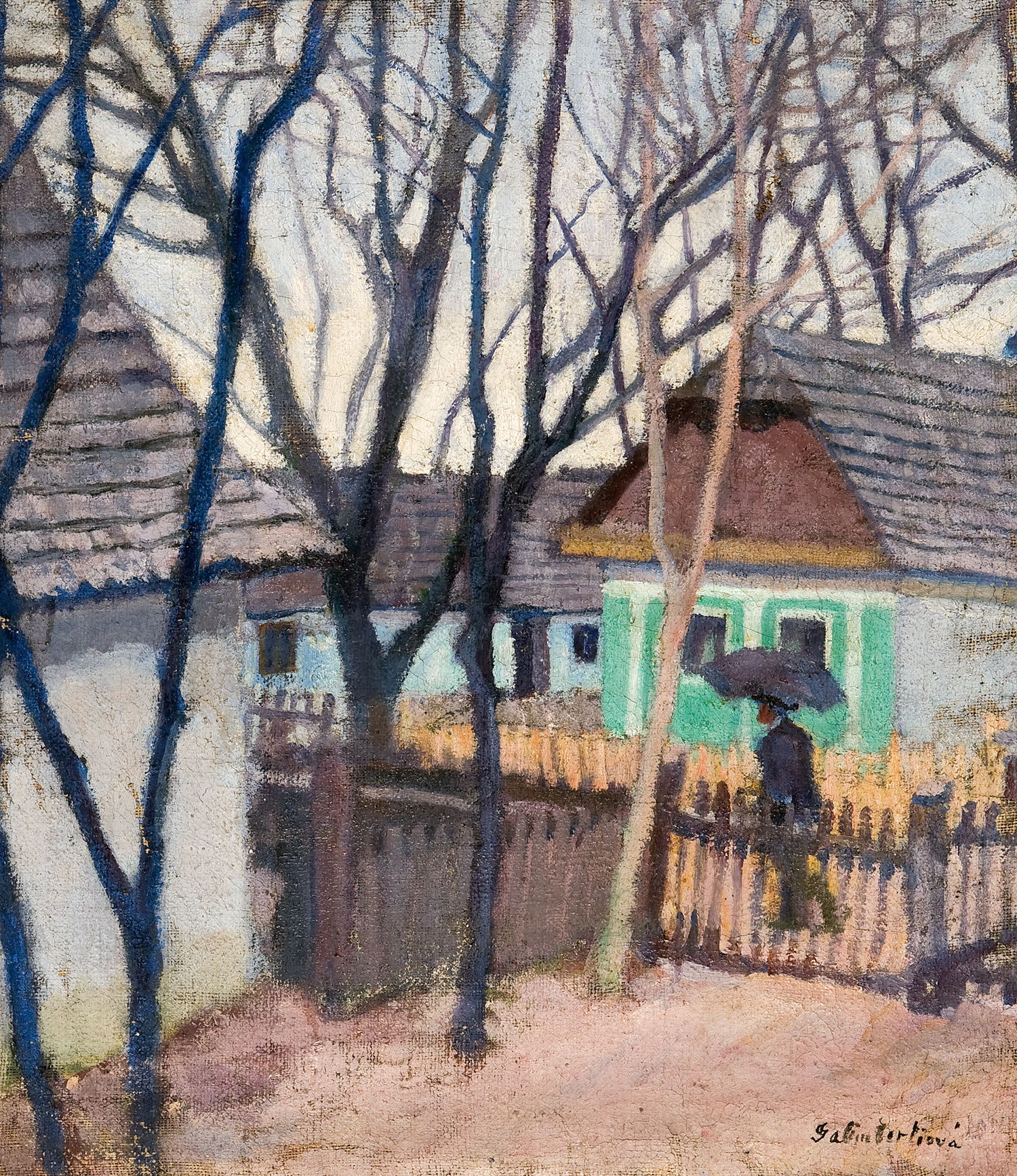
Podzim v Bala Mare (1901)
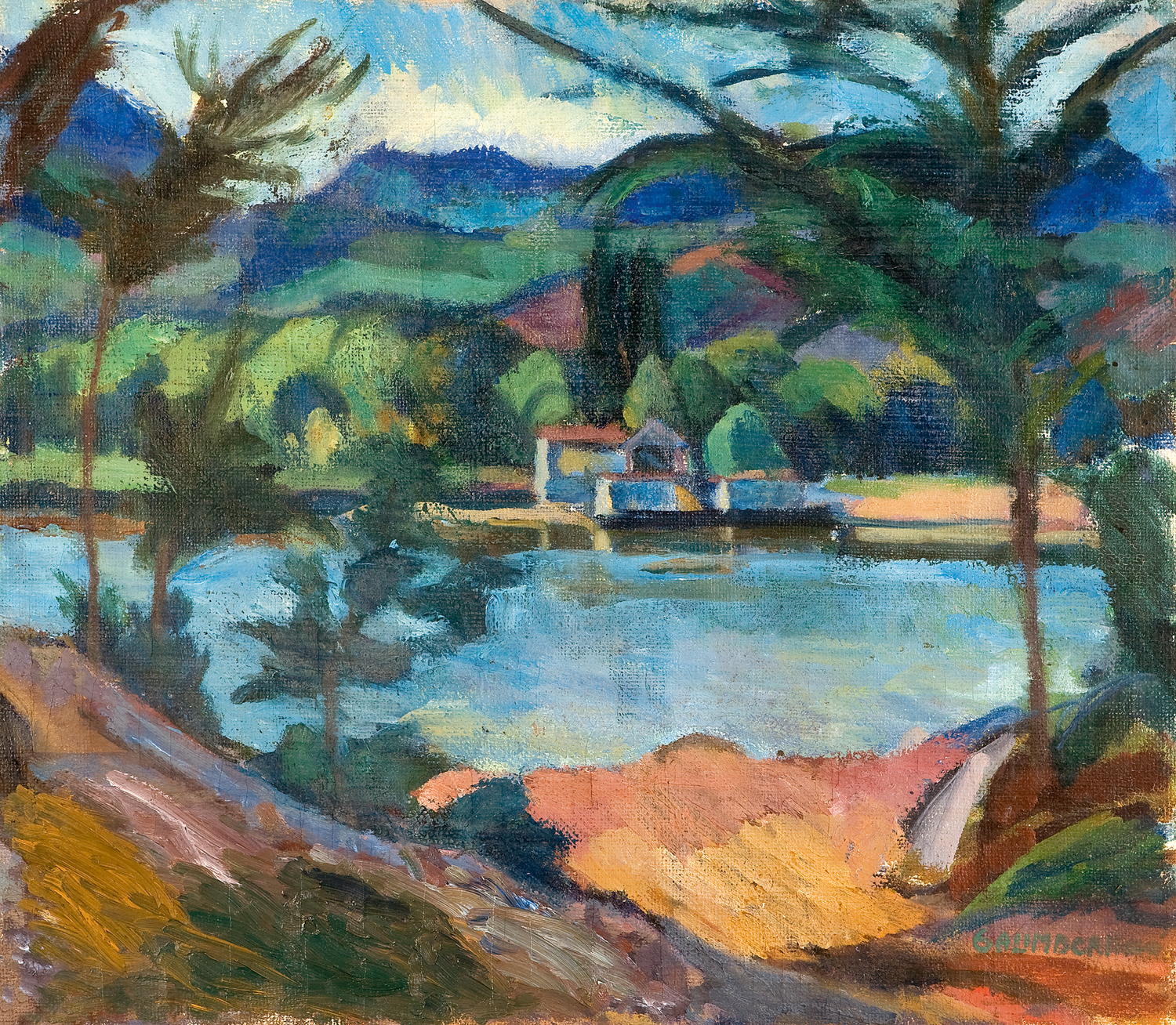
Krajina s vodní hladinou (kolem 1909)
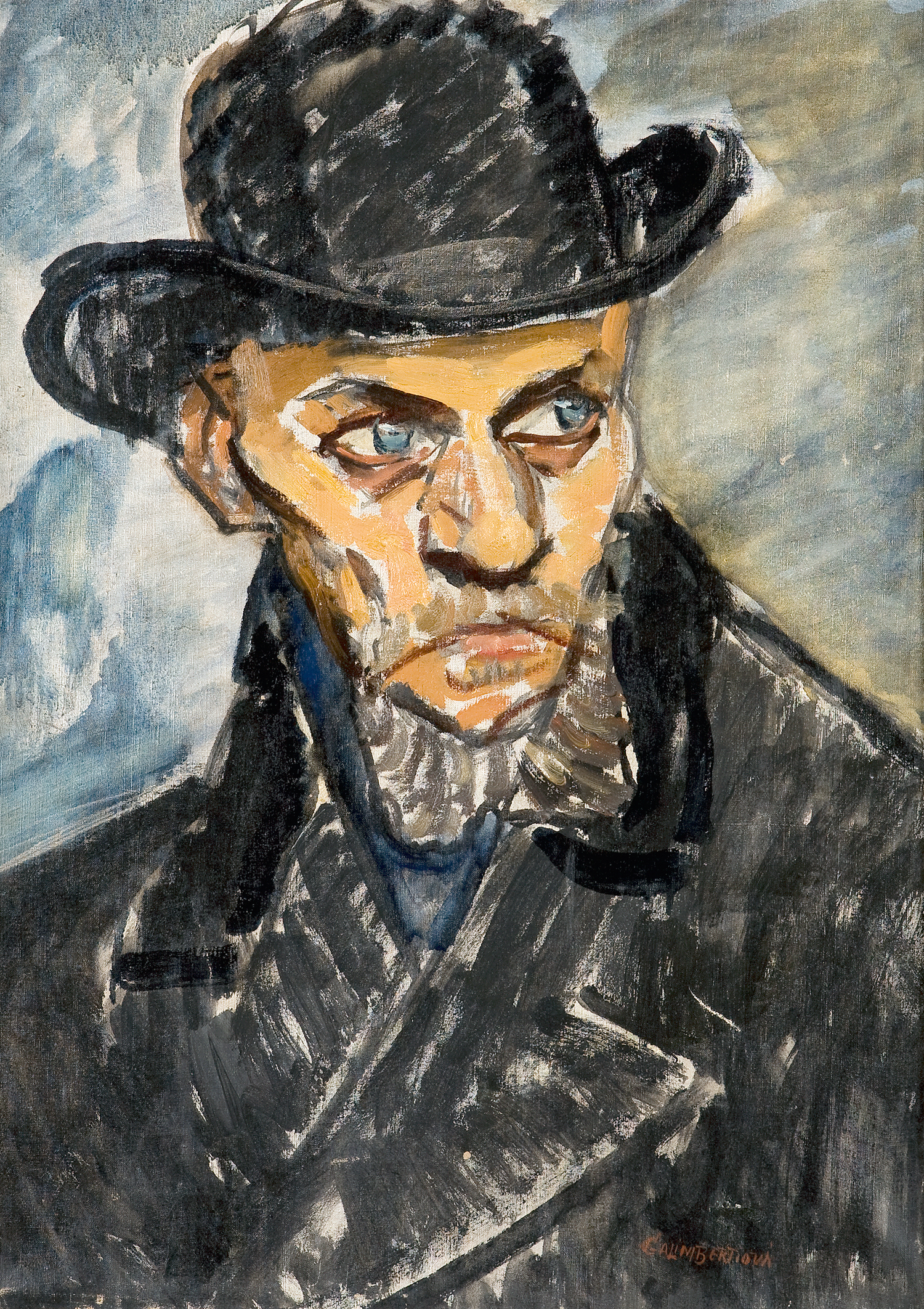
Tulák (kolem 1915)
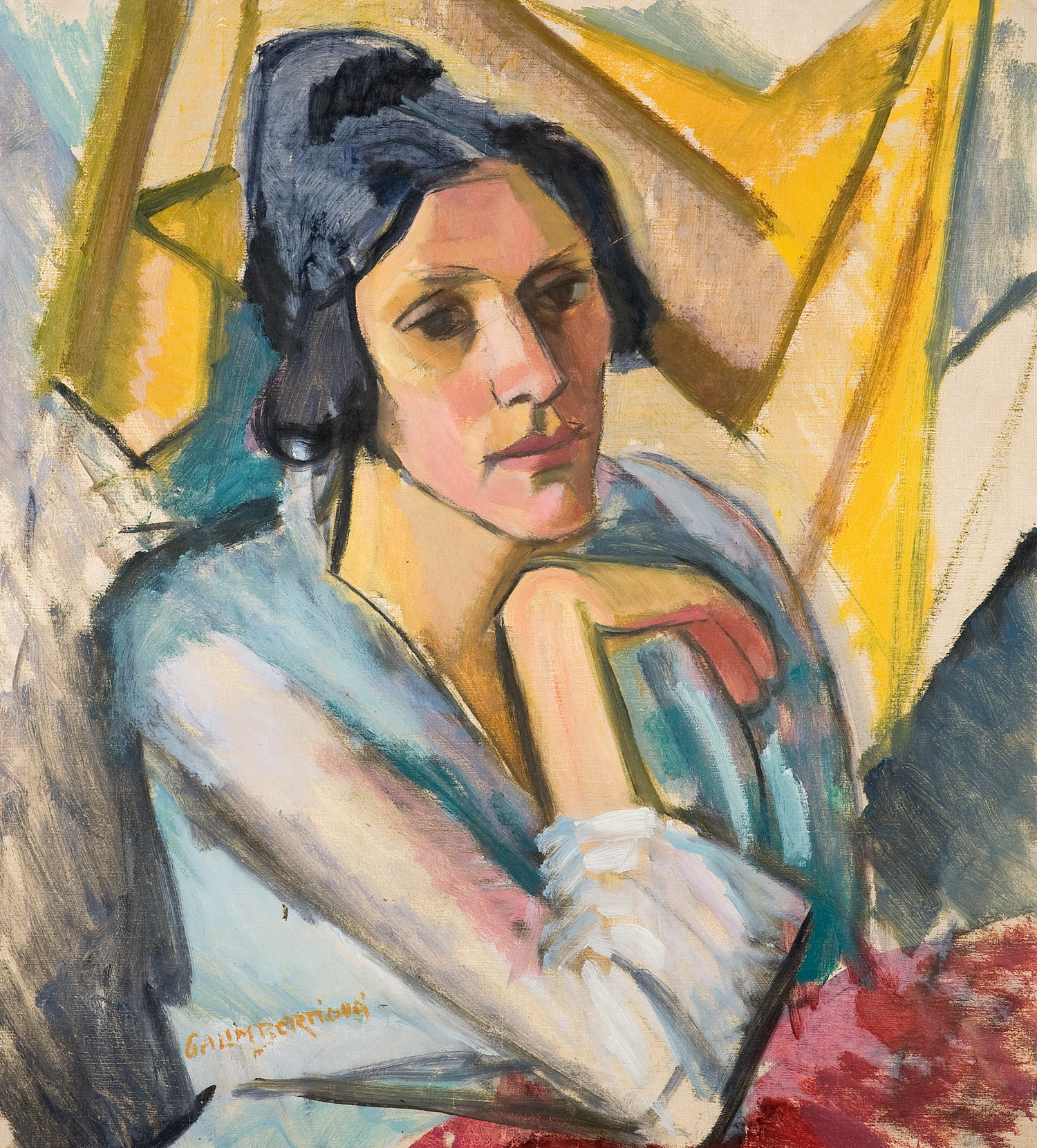
Žena podpírající si bradu (kolem 1915)
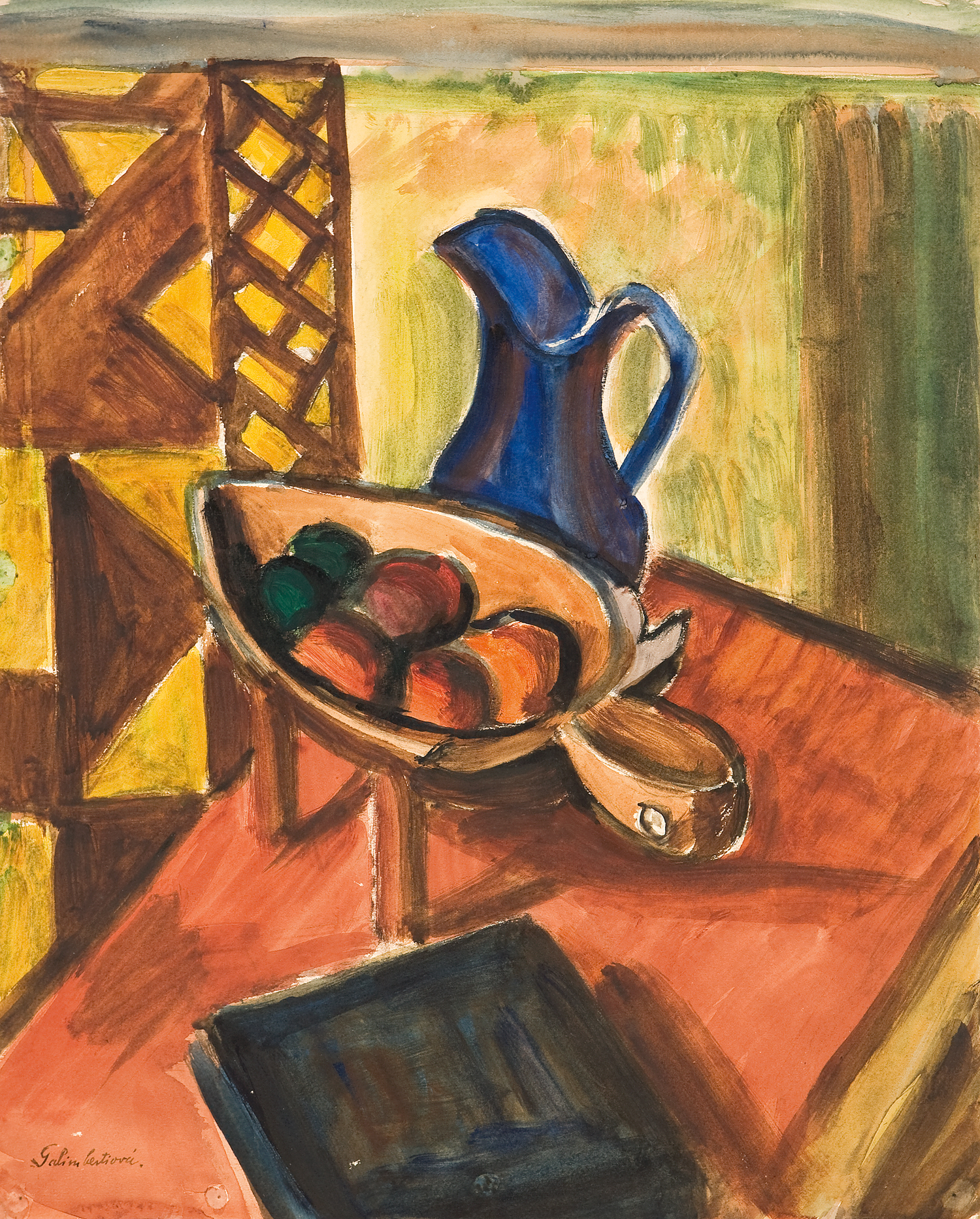
Zátiší se džbánem a ovocem (kolem 1918)
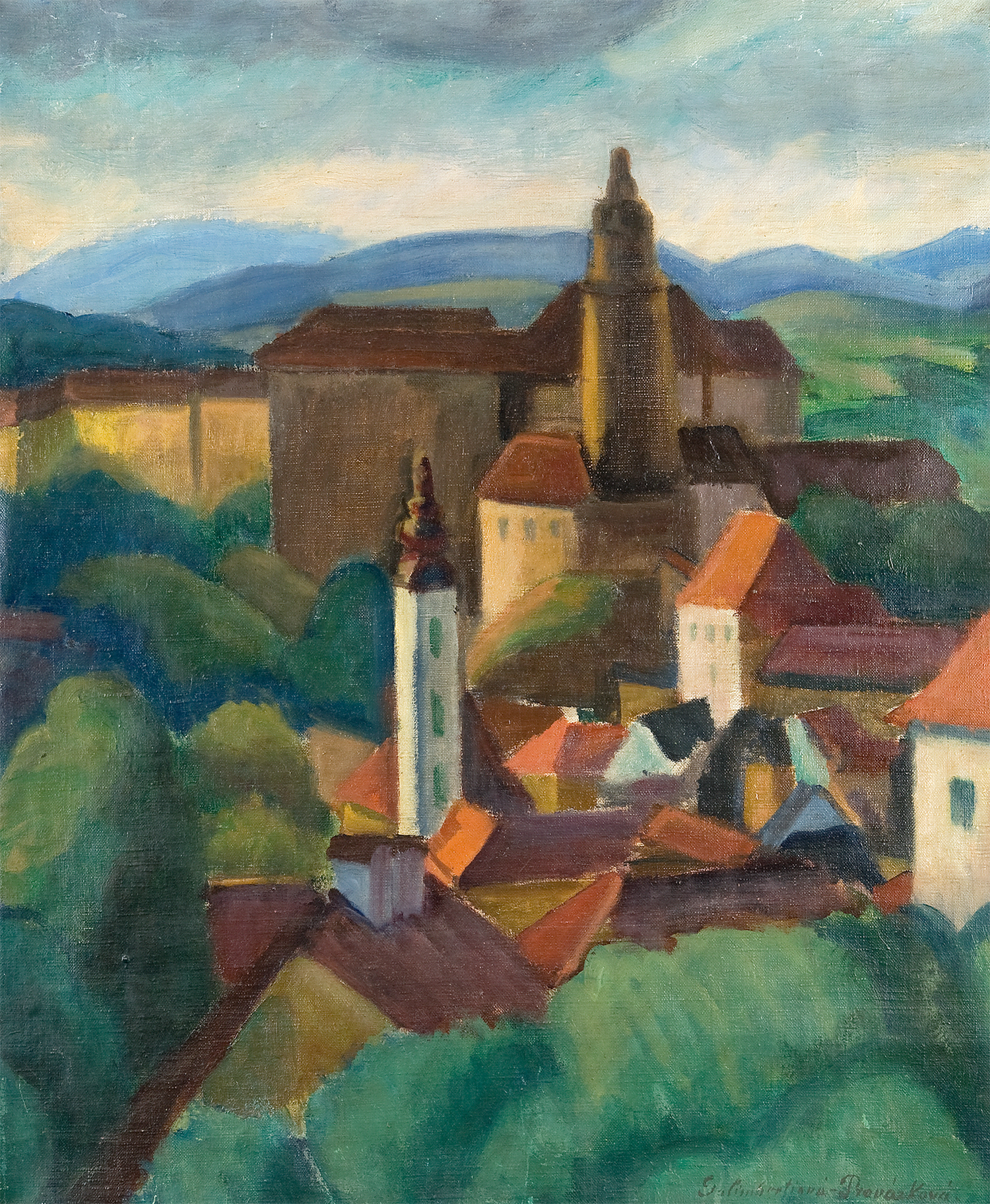
Český Krumlov (asi 1923)
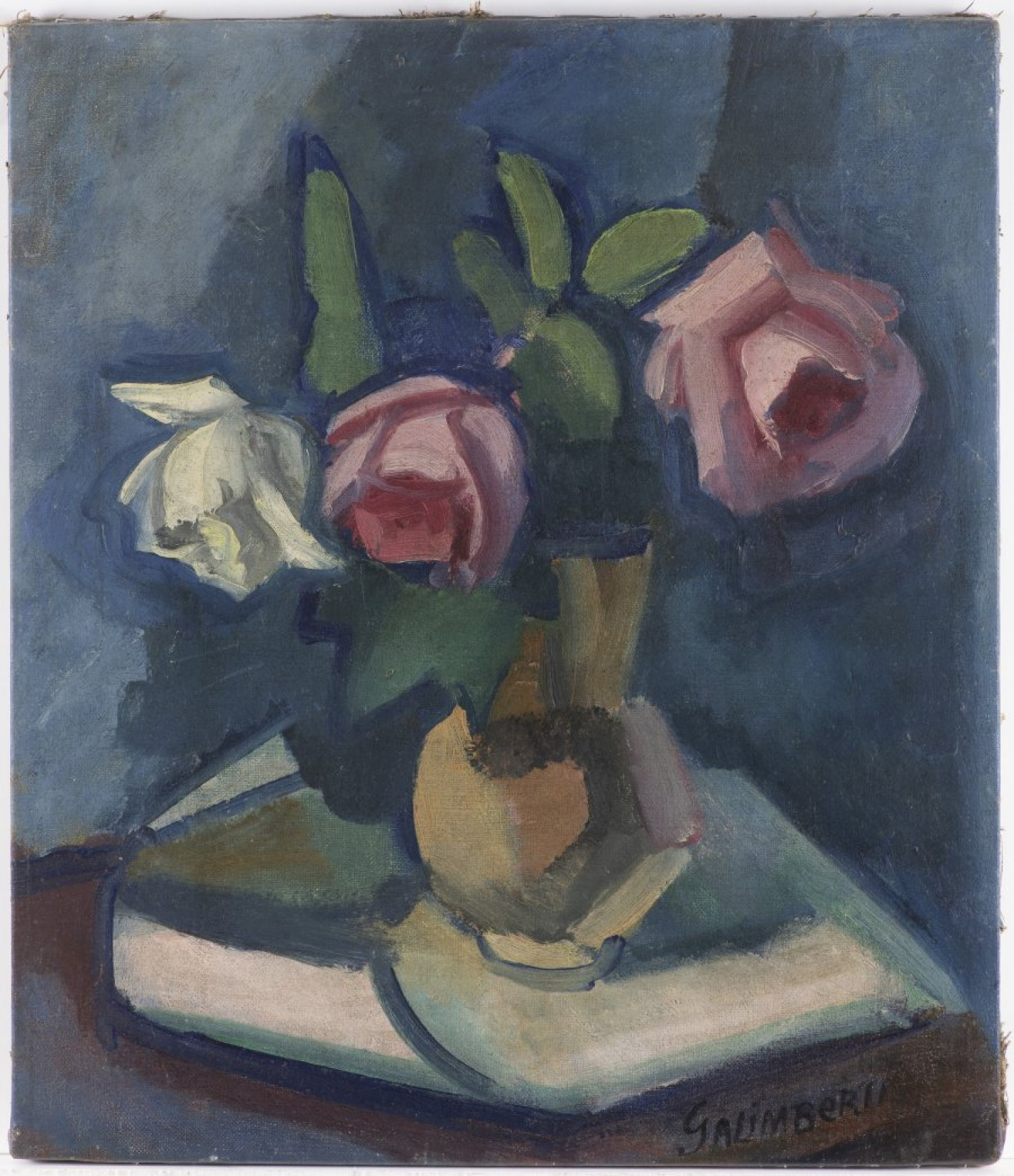
Váza růží (1938)
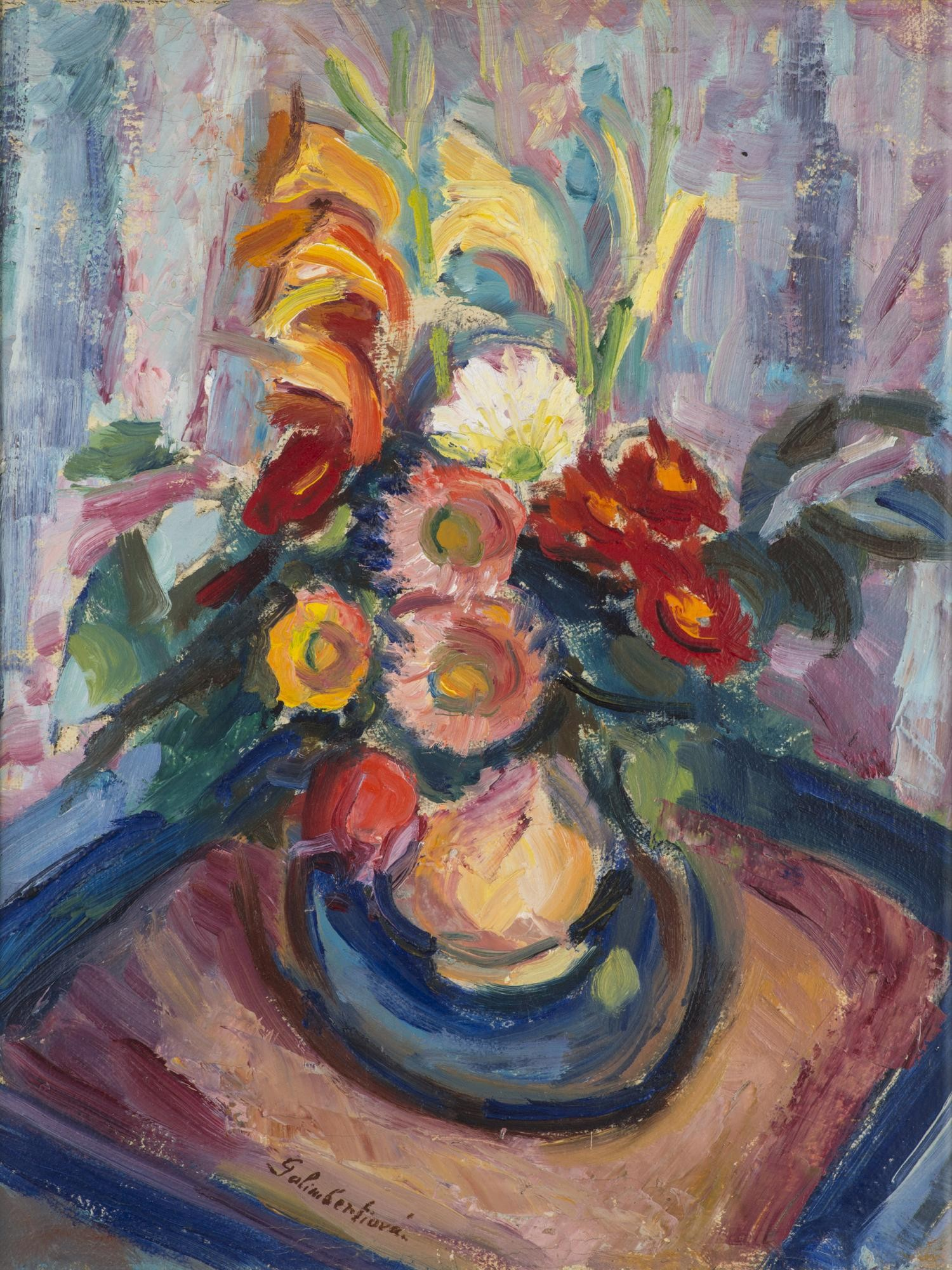
Květiny ve váze
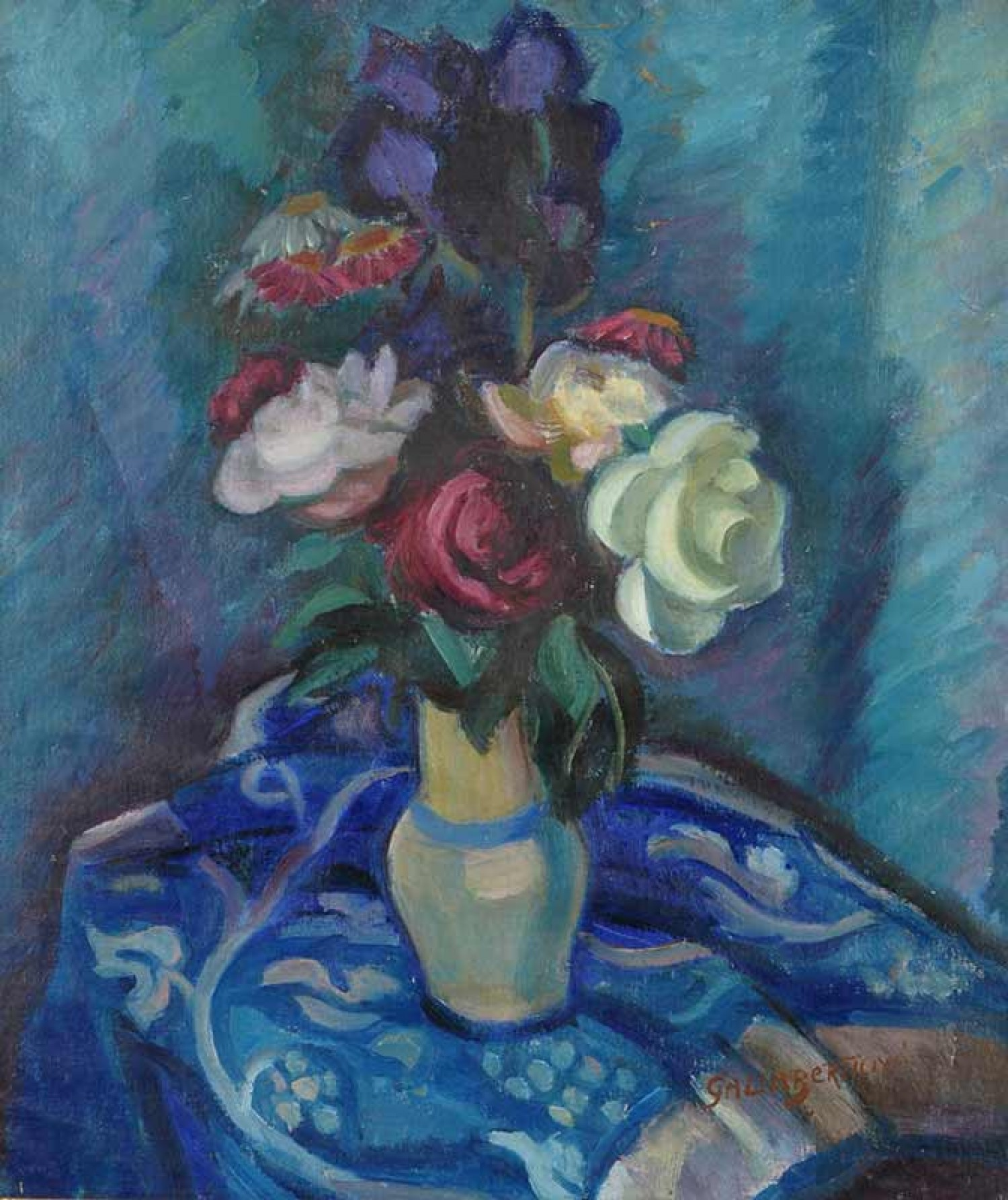
Kytice s modrým pozadím
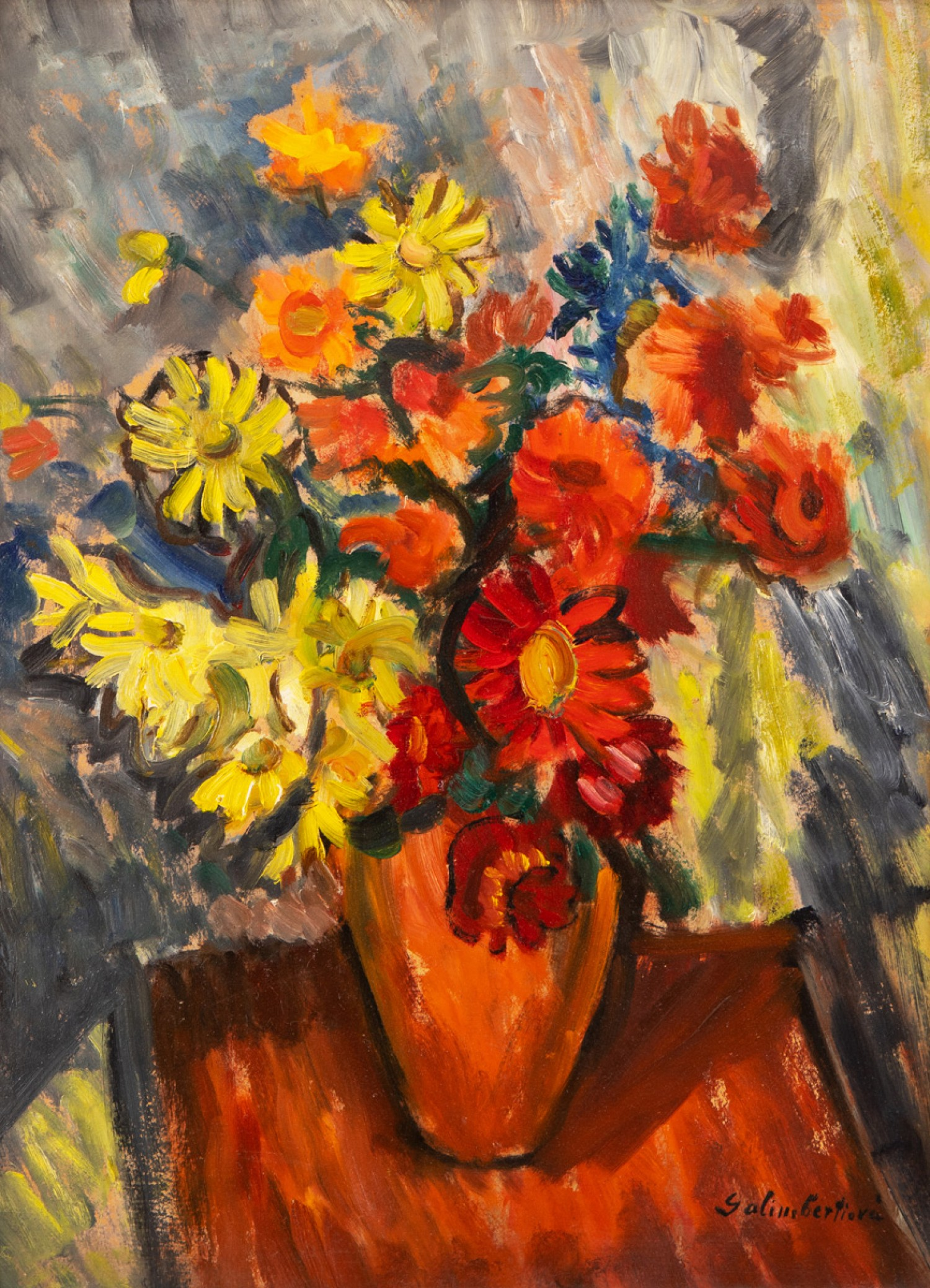
Kytice ve váze
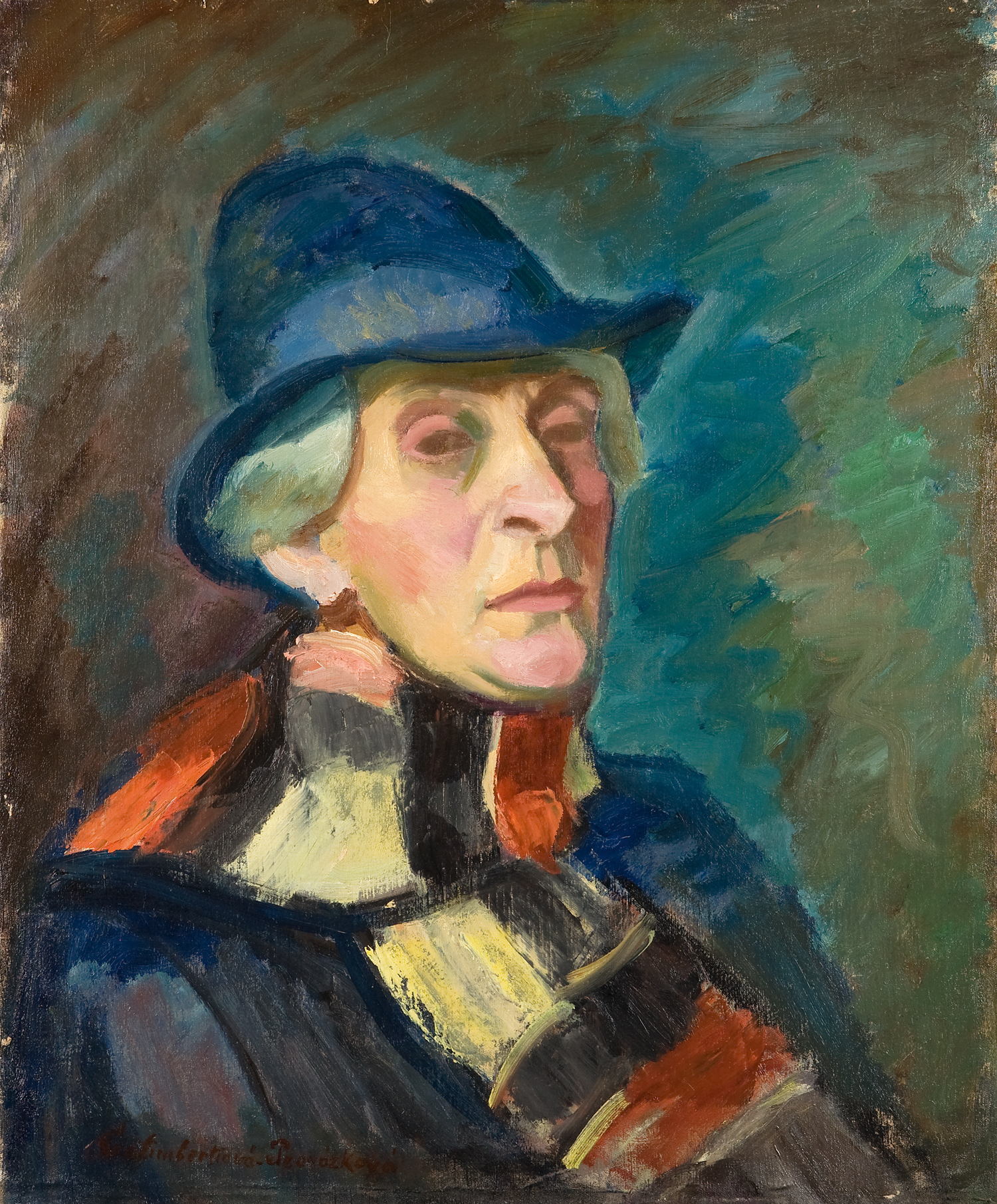
Autoportrét (kolem 1940)